# 雷神山古墳

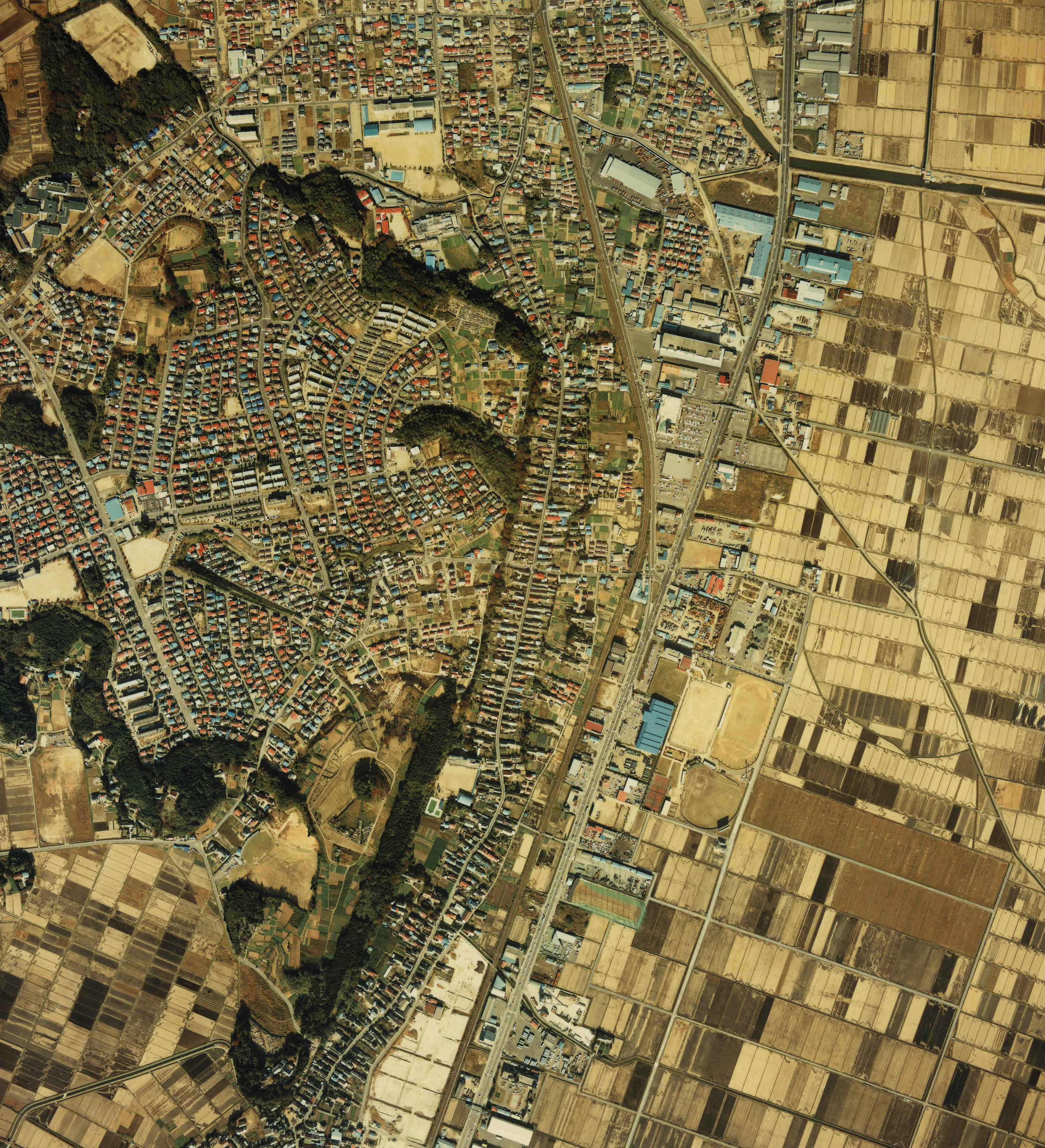
1984年度（昭和59年度）撮影の
愛島丘陵南東端（写真中央左下）に雷神山古墳。また、写真左上の同丘陵北東端には飯野坂古墳群。
愛島丘陵はその東端が縄文海進で南北に直線的な海食崖（現在は木々が植えられる）となり、その崖下に沿って浜堤が形成されている。東北本線や国道4号仙台バイパスは、愛島丘陵を迂回して浜堤に沿って通る。

雷神山古墳（らいじんやまこふん）は、宮城県名取市植松にある古墳。形状は前方後円墳。国の史跡に指定されている。
東北地方では最大規模の古墳で、4世紀末-5世紀前半（古墳時代中期）頃の築造と推定される。仙台平野一帯を支配した広域首長の墓とされる。
本項では、雷神山古墳に隣接する小塚古墳についても併せて解説する。

## 概要
名取平野の西縁には南北に高舘丘陵が延び、南の福島県浜通りから続く海岸平野の西縁に連なる丘陵群の一部をなすが、この高舘丘陵から東方の名取平野に突き出した舌状丘陵の愛島丘陵東端、平野を一望する位置において、前方部を南西に向けて築造された前方後円墳である。後円部墳頂には雷神を祀る祠があり、「雷神山」の古墳名はこれに由来する。
墳丘の大部分は、自然丘を削り出して、その削り出された土を盛土として使用して築造されている。墳丘長は168メートルで、東北地方では最大であり、東北地方の第2位以下が120メートル以下であるのに比して突出する規模になる。また古墳が築造された古墳時代前期では、東日本で見ても最大級の規模になる。墳丘は前方部が2段築成、後円部が3段築成。前方部が丘陵上に築造されているため前方部が発達した古墳となるが、前方部の一部は後世の開墾により削平を受け、現在も一部が墓地化している。墳丘は葺石を伴い、周囲には周堤と周濠を有する。周堤と周濠を含む古墳の領域は、南北約210メートル、東西約140メートルにも及ぶ。埴輪は全て壺形埴輪であり、各段の裾周りに巡らされたと推定されている。
埋葬施設は未調査（未発掘）のため明らかでない。2011年（平成23年）の東日本大震災に際して後円部墳頂に部分的な陥没が生じたことから、竪穴墓壙における粘土槨または木棺直葬と推測する説がある。
この雷神山古墳は、発掘調査により出土した壺形埴輪や底部穿孔壺型土器などの分析結果や、古墳の築造方法などから、およそ4世紀末-5世紀前半の築造と推定される。仙台平野・名取平野全域では突出する規模であり、被葬者はこれらの地域を支配した広域首長墓と見られる。雷神山古墳の北方では、雷神山古墳以前に名取平野を抑えた古墳時代前期の首長墓群として、前方後方墳からなる飯野坂古墳群の築造が知られる。それら古墳群に次ぐ世代の首長が墳形を前方後方形から前方後円形に変え、さらに飯野坂古墳群とは異なる位置に築造したのが、この雷神山古墳に相当する。仙台平野では雷神山古墳に次ぐ大規模古墳として同時期に遠見塚古墳（宮城県仙台市）の築造も知られるが、両古墳は仙台平野から大崎平野にも及ぶ支配を物語るものとして注目されている。

## 遺跡歴
- 1930年（昭和5年）、松本彦七郎により「植松丘上主古墳」の名で報告。
- 1950年（昭和25年）、宮城県による地形調査で、主軸長160メートルを超える東北随一の規模と判明。
- 1956年（昭和31年）12月28日、国の史跡に指定[4]。
- 1968年（昭和43年）、堀跡・土塁などの中世の遺構と後円部の北側に隣接する小塚古墳が国の史跡に追加指定。併せて史跡公園として整備。
- 1976年（昭和51年）-1977年（昭和52年）、宮城県による発掘調査。
- 1981年（昭和56年）から、6ヶ年計画で史跡公園としての整備事業の実施。

## 墳丘
墳丘の規模は次の通り。
- 墳丘長：168メートル
- 後円部 - 3段築成。
  - 直径：96メートル
  - 高さ：12メートル
- 前方部 - 2段築成。
  - 長さ：72メートル
  - 幅：96メートル
  - 高さ：7.2メートル

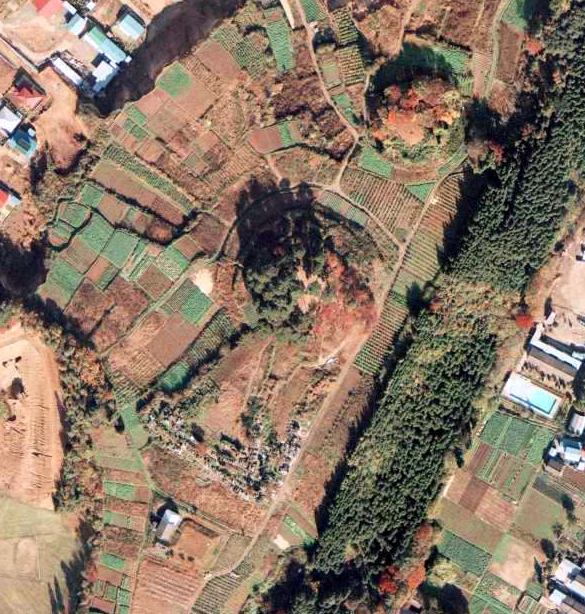
写真中央の前方後円墳が雷神山古墳。写真右上は小塚古墳。
1975年度撮影の国土交通省 国土地理院 地図・空中写真閲覧サービスの空中写真を基に作成より
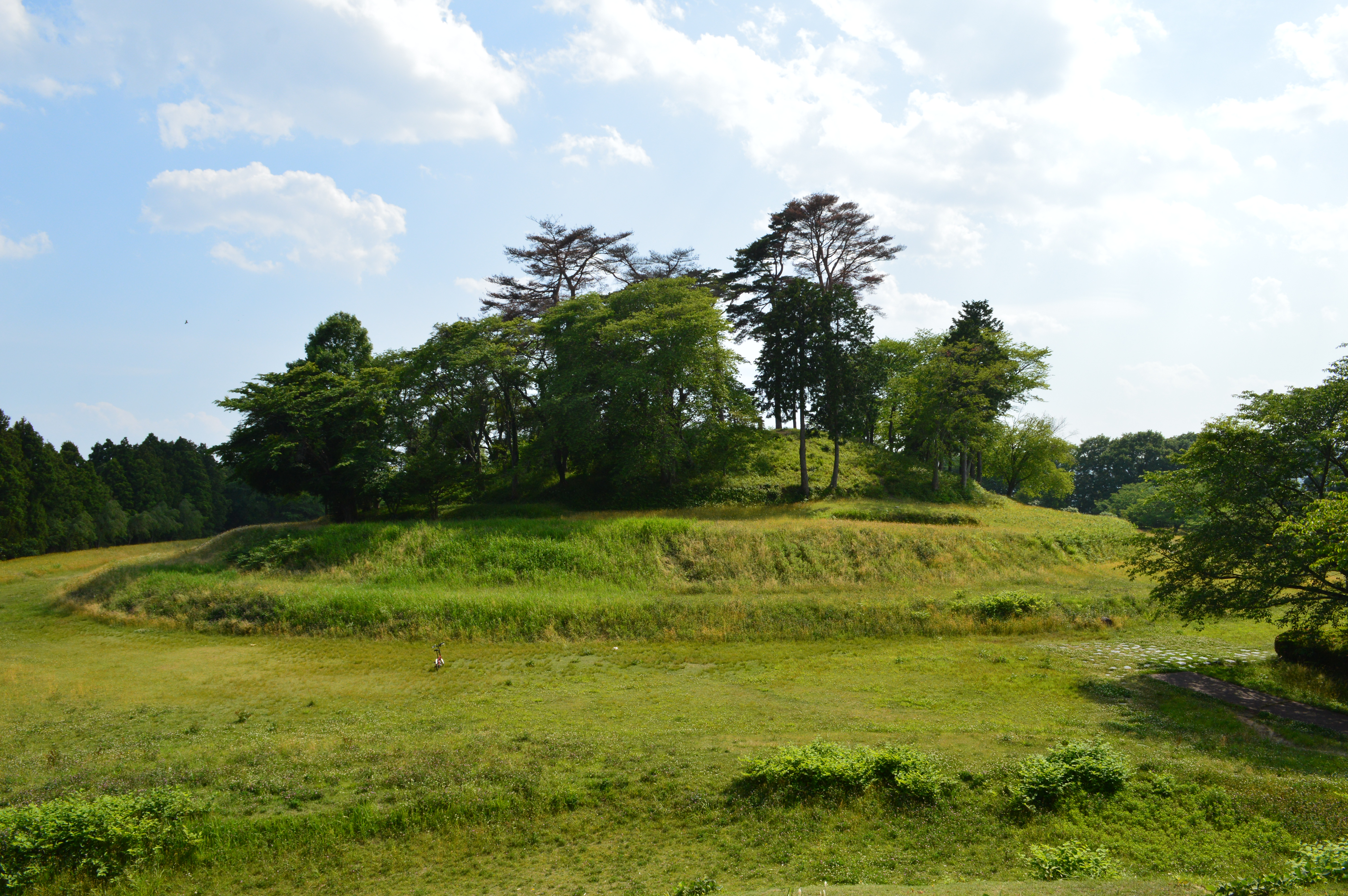
後円部 小塚古墳から望む。
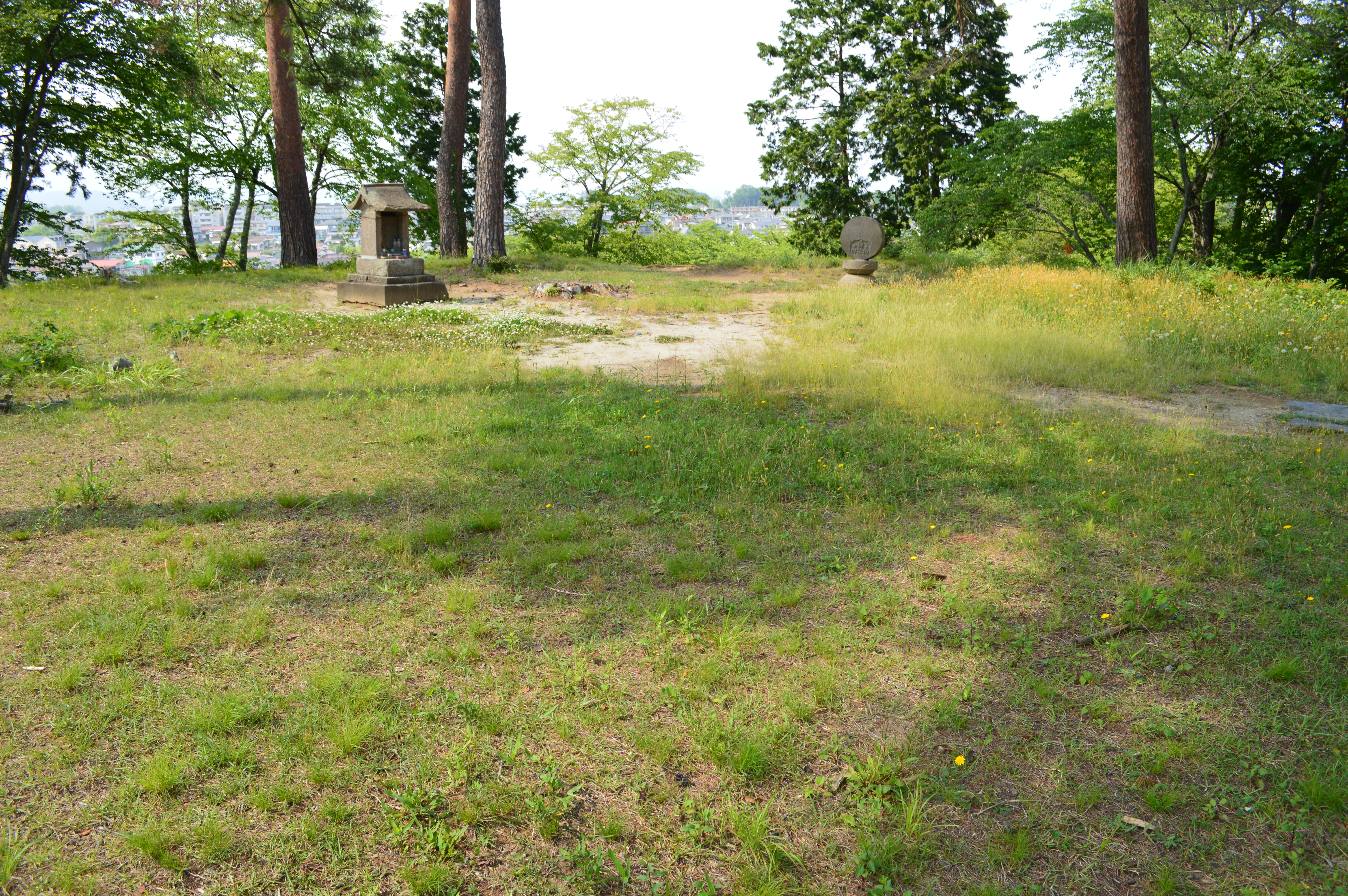
後円部墳頂 雷神を祀る祠がある。

## 主な出土物
- 底部穿孔壺型土器
- 壺形埴輪

## 小塚古墳

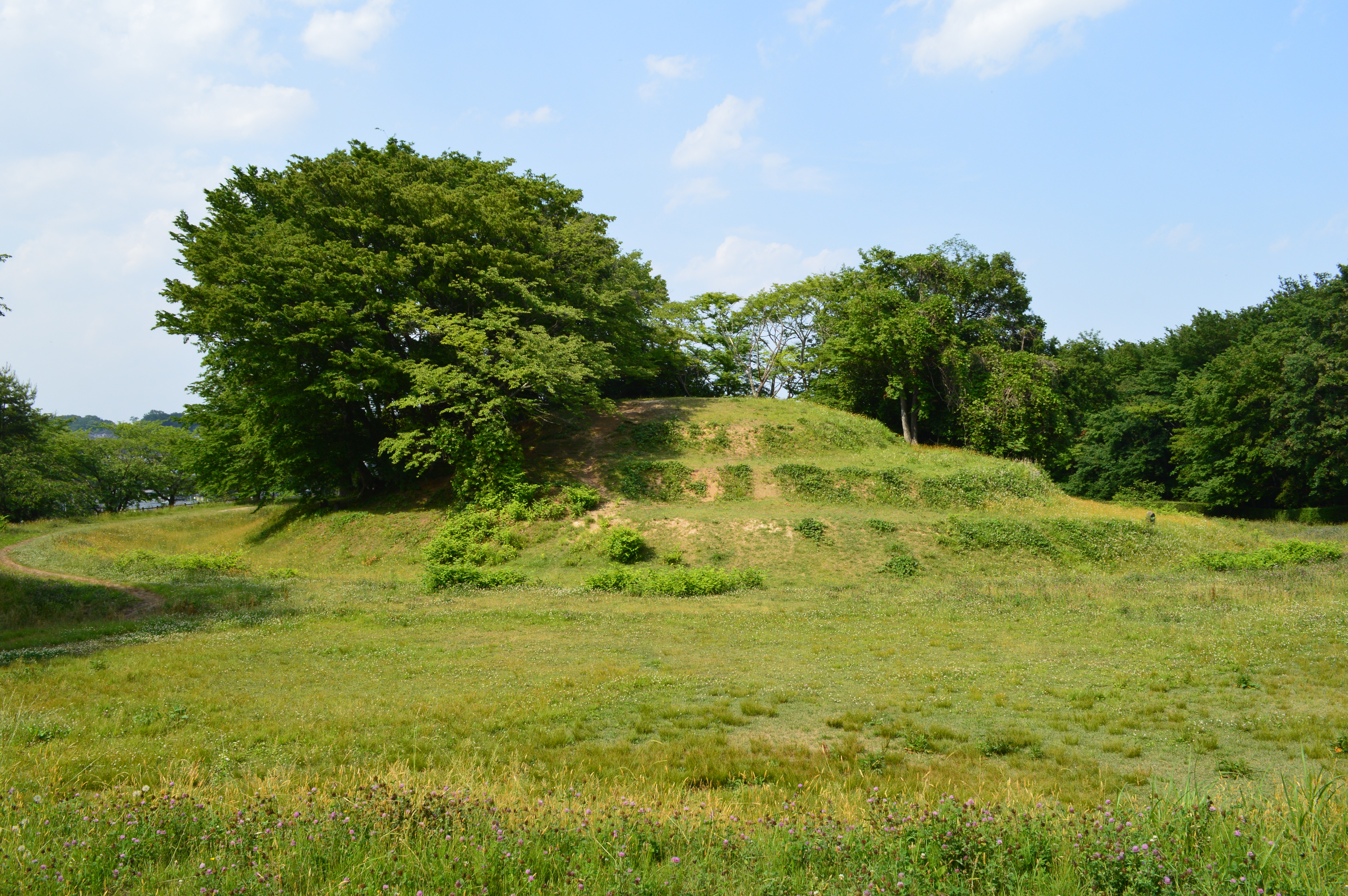
小塚古墳 全景

雷神山古墳の後円部側には、隣接して小塚古墳（こづかこふん）がある。この小塚古墳は直径54メートル、高さ8メートルの円墳。墳丘は3段築成で葺石を伴い、周囲には周濠が巡らされている。この小塚古墳は雷神山古墳の陪塚と推定される。
現在、小塚古墳の古墳域は国の史跡「雷神山古墳」のうちに包含して指定されている。

## 文化財

### 国の史跡
- 雷神山古墳 - 1956年（昭和31年）12月28日指定、1968年（昭和43年）12月5日に史跡範囲の追加指定[4]。

### 名取市指定文化財
- 有形文化財
  - 雷神山古墳出土遺物（美術工芸品）[7] - 1972年（昭和47年）12月15日指定。